# Enter Arsene Lupin
Pour plus de détails, voir Fiche technique et Distribution.
Enter Arsene Lupin est un film américain réalisé par Ford Beebe et sorti en 1944. Ce film met en scène le gentleman-cambrioleur, Arsène Lupin, créé par Maurice Leblanc.

## Fiche technique
- Titre : Enter Arsene Lupin
- Réalisation : Ford Beebe
- Scénario :  Bertram Millhauser, d'après
le roman de Maurice Leblanc
- Producteur : Ford Beebe
- Société de production : Universal Pictures
- Société de distribution : Universal Pictures
- Pays de production :  États-Unis
- Langue : Anglais
- Genre : Film policier
- Durée : 72 minutes
- Dates de sortie : 
  - États-Unis : 24 novembre 1920

## Distribution
- Charles Korvin : Arsène Lupin
- Ella Raines : Stacie Kanares
- J. Carrol Naish : Ganimard
- George Dolenz : Dubose
- Gale Sondergaard : Bessie Seagrave
- Miles Mander : Charles Seagrave
- Leyland Hodgson : Ryder
- Tom Pilkington : Pollett
- Lillian Bronson : Wheeler
- Holmes Herbert : Jobson
- Charles La Torre : Inspecteur Cogswell
- Gerald Hamer : Docteur Marling
- Ted Cooper : Cartwright
- Art Foster : Surveillant général
- Clyde Kenney : Beckwith
- Alphonse Martell : Conducteur